# Санфрателло, Ипполито
Ипполито Санфрателло (итал. Ippolito Sanfratello; род. 11 марта 1973, Тренто, Италия) — итальянский конькобежец. Олимпийский чемпион 2006 года в командной гонке.
На чемпионате мира на отдельных дистанциях в 2005 году вместе с Маттео Анези и Энрико Фабрисом завоевал серебряную медаль в командной гонке. В 2006 на Олимпиаде в Турине выиграл золотую медаль в командной гонке вместе с Маттео Анези, Энрико Фабрисом и Стефано Донагранди. Также в 2006 году он занял седьмое место на Чемпионате Европы и на Чемпионат мира в классическом многоборье.

## Лучшие результаты
- 500 метров — 36.59 (18 марта 2006 года, Калгари)
- 1 500 метров — 1:46.13 (18 марта 2006 года, Калгари)
- 5 000 метров — 6:16.26 (19 ноября 2005 года, Солт-Лейк-Сити)
- 10 000 метров — 13:18.98 (4 декабря 2005 года, Калгари)